# يحيى بن إبراهيم بن أبي زيد
 يحيى بن إبراهيم بن أبي زيد، هو أبو الحسين بن البياز المقرئ الأندلسي. أسند القراءات عن عبد الجبار بن أحمد الطرسوسي، والمكي، والداني. قرأ عليه أبو عبد الله بن سعيد الداني وجماعة. توفي سنة ست وتسعين وأربعمائة بمُرسية.
قال الحافظ في اللسان: وأخذ عن عبد الوهّاب المالكي كتابه في التلقين وهو آخر من حدّث عنه روى الموطأ عن يونس بن عبد الله بن مغيث.
المصدر: نهاية الاغتباط بمن رمي من الرواة بالاختلاط